# Fundació Solomon R. Guggenheim
La Fundació Solomon R. Guggenheim (en anglès Solomon R. Guggenheim Foundation) és una fundació artística creada per Solomon R. Guggenheim el 1937 per a la promoció de l'art modern. Compta amb diverses seus per tot el món, la majoria de gran qualitat arquitectònica.

## Museus Guggenheim
- El Museu Solomon R. Guggenheim de Nova York, als Estats Units, obra de Frank Lloyd Wright.
- La Col·lecció Peggy Guggenheim de Venècia, a Itàlia.
- El Museu Guggenheim de Bilbao, al País Basc, obra de Frank Gehry.
- El Deutsche Guggenheim de Berlín, a Alemanya.
- El Guggenheim Hermitage de Las Vegas, als Estats Units.
- El Museu Guggenheim de Guadalajara, a Mèxic (en construcció).[Cal actualitzar]
- El Museu Guggenheim d'Abu Dhabi, als Emirats Àrabs Units (previst per al 2010).[Cal actualitzar]